# گیب وودوارد
گیب وودوارد (به انگلیسی: Gabe Woodward) (زادهٔ ۶ ژوئیهٔ ۱۹۷۹) شناگر اهل ایالات متحده آمریکا است.